# Spiel zu zweit
Spiel zu zweit (Originaltitel Two for the Seesaw) ist ein US-amerikanischer Liebesfilm unter der Regie von Robert Wise aus dem Jahr 1962 mit Robert Mitchum und Shirley MacLaine in den Hauptrollen.

## Handlung
Jerry Ryan kommt von Omaha, Nebraska nach Manhattan. Der Rechtsanwalt hat in Omaha seine Frau verlassen und seinen Job verloren. Sein Freund Oscar lädt ihn zu einer Party in Greenwich Village ein. Dort lernt Jerry die Tänzerin Gittel Moscawitz kennen. Die beiden beginnen eine Liebesbeziehung. Das Leben scheint für Jerry neu zu beginnen, doch seine Gedanken sind weiterhin in Omaha.
Auch als Jerry einen neuen Job in einer renommierten Anwaltskanzlei erhält, ändert sich nur wenig daran. Nach wie vor bekommt er seine Frau nicht aus dem Kopf. Mit der neuen Arbeit verdient er genug, um Gittel ein Tanzstudio einzurichten. Gittel ist jedoch überzeugt davon, dass er lieber zu seiner Frau zurückkehren möchte und gerät in eine Depression. Es kommt zum Streit zwischen Jerry und Gittel. Gittel kommt ins Krankenhaus. Nachdem sie wieder genesen ist, will sie ihre Beziehung zu Jerry prüfen und bittet ihn, sie zu heiraten. Jerry entscheidet sich gegen Gittel, da er zu seiner Frau zurückkehren möchte. Er sieht sich jedoch außerstande, ihr diese Nachricht persönlich zu überbringen. So ruft er Gittel an und sagt ihr,  dass er sie zwar liebe, aber dennoch verlassen müsse und werde.

## Hintergrund
Der Film entstand nach dem gleichnamigen Theaterstück von William Gibson. Das wurde 1958 am Broadway mit Henry Fonda und Anne Bancroft uraufgeführt. Das Stück erlebte 750 Aufführungen und wurde für einen Tony Award nominiert. Ursprünglich sollten Elizabeth Taylor und Paul Newman die Hauptrollen in der Verfilmung übernehmen. Als die Dreharbeiten von Liz Taylor zu Cleopatra sich jedoch verzögerten, übernahm Paul Newman die Hauptrolle in Haie der Großstadt. Beide kamen nun nicht mehr für die Besetzung in Frage und wurden durch Robert Mitchum und Shirley MacLaine ersetzt. 

## Kritiken
Das Lexikon des internationalen Films stellte fest: „Dialoglastiges, vorwiegend von den sehr guten Schauspielern getragenes Hollywooddrama, das zwischen Komödie und bitterem Melodram schwankt. Ansätze zu einer anspruchsvolleren Figurenpsychologie werden durch die etwas larmoyante Inszenierung leider zunichte gemacht.“
Der Evangelische Filmbeobachter war der Ansicht: „Ein feinfühliger und ernsthafter Ehefilm. Für Erwachsene sehenswert.“

## Auszeichnungen
Der Film erhielt 1963 zwei Oscarnominierungen in den Kategorien „Beste Kamera (Schwarz-Weiß)“ (Ted McCord) und „Bester Song“ für das Lied Song from Two for the Seesaw (Second Chance) (André Previn, Dory Previn).